# 6262 Javid
6262 Javid (1978 RZ) là một tiểu hành tinh vành đai chính được phát hiện ngày 1 tháng 9 năm 1978 bởi N. S. Chernykh ở Nauchnyj.